# Milovan Gavazzi
Milovan Gavazzi (Gospić, 18. ožujka 1895. – Zagreb, 20. siječnja 1992.) jedan je od najznačajnijih hrvatskih etnologa 20. stoljeća. Postavio je temelje etnološkomu znanstvenom radu u Hrvatskoj te odgojio mnoge naraštaje hrvatskih etnologa.

## Životopis
Studirao je slavistiku, germanistiku i filozofiju u Zagrebu i Pragu. Utemeljitelj je etnološkog znanstvenog rada kao i nastave etnologije na Filozofskom fakultetu u Zagrebu na Katedri za etnologiju. U razdoblju od 1923. do 1927. radio je kao kustos u Etnografskom muzeju u Zagrebu. Od 1927. godine profesor je na Katedri za etnologiju do umirovljenja 1965. godine. Nastavnim se je radom bavio još gotovo dva desetljeća nakon umirovljenja.
Bavio se poviješću etnologije, praslavenskom etnografskom baštinom, hrvatskom tradicijskom kulturom i kulturom drugih slavenskih naroda te ostalih europskih naroda kao i izvaneuropskim kulturama. Pored toga proučavao je folklornu glazbu, glazbala i ples. Uz nastavni i znanstveni rad pokrenuo je izdavačku i filmsku djelatnost te je započeo i etnološku kartografiju. Dobitnik je Herderove nagrade 1970. godine. Dvanaesti kongres Međunarodne unije antropoloških i etnoloških društava dodijelio mu je, kao etnologu svjetskoga značenja, 1988. posebnu plaketu. Autor je niza knjiga, studija i članaka.
Godišnja nagrada i nagrada za životno djelo Hrvatskog etnološkog društva koja se dodjeljuje za iznimna postignuća u etnologiji nazvana je njegovim imenom.

## Djela (izbor)
- Godina dana hrvatskih narodnih običaja (Zagreb, 1939., 1988.2, 1991.3)
- Pregled etnografije Hrvata (Zagreb, 1940.)
- Sudbina stare slavenske baštine kod Južnih Slavena (Beograd, 1959.)
- Vrela i sudbine narodnih tradicija (Zagreb, 1978.)
- Baština hrvatskog sela (Zagreb, 1991.)

## Vanjske poveznice
- Gavazzi, Milovan Hrvatska enciklopedija. LZMK
- LZMK / Hrvatski biografski leksikon: Gavazzi, Milovan (autor: Vitomir Belaj, 1998.)
- hrcak.srce.hr – Vitomir Belaj: »In memoriam: prof. dr. Milovan Gavazzi«
- hrcak.srce.hr  »Bibliografija radova Milovana Gavazzija«
- Youtube – Milovan Gavazzi komentira stalni postav Etnografskog muzeja